# 陳徳銘
陳徳銘（ちん とくめい、簡体字：陈德铭、繁体字：陳德銘、英語：Chen Deming、チャン・ドゥミン、1949年3月 - ）は、中華人民共和国の政治家。商務部長、海峡両岸関係協会会長を務めた。

## 略歴
- 1949年3月：上海市に誕生する。
- 1985年5月 - 1993年6月：江蘇省商業庁副庁長
- 1993年6月 - 1997年12月：江蘇省人民政府副秘書長
- 1997年12月 - 2000年12月：党蘇州市委員会副書記、市長代理、市長、蘇州工業園区工作委員会書記
- 2000年9月 - 2001年9月：蘇州市委員会書記、蘇州工業園区工作委員会書記、中新合作蘇州工業園区株式有限公司理事長
- 2001年9月 - 2002年5月：江蘇省委員会常務委員
- 2002年5月 - 2004年10月：陝西省委員会常務委員、省政府常務副省長
- 2004年10月 - 2006年6月：陝西省人民政府省長
- 2006年6月 - 2007年12月：国家発展・改革委員会副主任
- 2007年12月 - 2013年3月：商務部長
- 2013年4月　- 2018年4月：海峡両岸関係協会会長に就任[1]。